# Gli amanti (Connolly)
Gli amanti (The Lovers) è un romanzo dello scrittore irlandese John Connolly.
 Originariamente pubblicato negli Stati Uniti nel 2009, è l'ottavo romanzo del ciclo dedicato alle storie dell'investigatore Charlie Parker, detto Bird.
Nell'ambito del ciclo il romanzo ad esso precedente è The Reapers (in Italia ancora inedito), quello seguente è I tre demoni (The Whisperers).

## Titolo
Gli "Amanti" del titolo (in italiano letteralmente tradotto dall'originale inglese) sono una coppia di demoni, spiriti vaganti in grado di infestare, in tempi diversi, corpi umani di cui si servono come veicolo. 
 Sono spinti non da una vera e propria coscienza, quanto piuttosto da due esigenze elementari: l'esigenza di ritrovarsi sempre e comunque in virtù del forte amore che li lega, e l'esigenza di compiere la missione loro affidata. 
 La loro qualità di creature demoniache, una di sesso femminile e l'altra di sesso maschile, li colloca in quella tradizione mistica ed eterodossa che viene rappresentata soprattutto dal Libro di Enoch, già usato da John Connolly come fonte per alcuni dei precedenti romanzi del ciclo.

## Incipit
(Traduzione dall'inglese di Paola Bertante)

## Trama
Ancora privo di licenza da investigatore e di porto d'armi, Charlie Parker ha trovato lavoro in un bar di Portland, prima come barista poi come direttore. Al Great Lost Bear Charlie dedica buona parte del proprio tempo, ma non è abbastanza: è tormentato dalla mancanza del suo vero lavoro, dalla grande casa vuota di Scarborough e da tutti i ricordi che non se ne vogliono andare. Decide così di dedicarsi ad un'indagine di carattere personale e di far luce su uno degli episodi più dolorosi della sua vita: la morte del padre William, poliziotto a New York, abile paziente e integerrimo, suicidatosi all'inizio degli anni ottanta. 
 Il suicidio di William Parker è sempre stato messo in relazione con un altro brutto episodio: l'inspiegabile uccisione, da parte sua, di un ragazzo e di una ragazza, entrambi disarmati, che forse lo avevano soltanto fatto arrabbiare. L'accaduto era molto in contrasto con il carattere di William Parker, tanto da aver lasciato dietro di sé parecchi dubbi: la morte del poliziotto responsabile aveva però chiuso l'indagine ed evitato un possibile scandalo, con grande sollievo delle alte sfere del Dipartimento. Alla famiglia Parker, in seguito trasferitasi nel Maine, erano rimaste solo molte domande prive di risposta: ed è per cercare queste risposte che ora Charlie si mette al lavoro. 
 Torna innanzitutto a Pearl River, il sobborgo ove i Parker erano andati ad abitare in modo che William non fosse troppo lontano da New York, la sua sede di lavoro. La cittadina è stata scossa di recente dalla strana morte di un ragazzo di nome Bobby Faraday; Charlie visita la sua vecchia casa e altri luoghi famigliari, ma non ne ricava nulla di particolare. 
 Inizia allora a mettersi in contatto con vecchi amici ed ex colleghi del padre: alcuni, come Jimmy Gallagher, si dimostrano abbastanza ben disposti; altri, come Eddie Grace, parlano ma in realtà non dicono nulla; nessuno, in sostanza, gli rivela tutto ciò che sa e che potrebbe risultare utile. 
 Tuttavia le acque sono state smosse e mentre la vita di Charlie viene ulteriormente complicata da Mickey Wallace, un cinico giornalista che si intestardisce a rivangare il vecchio omicidio di Susan e di Jennifer, alcune delle domande poste cominciano a trovare risposta. 
 A sorpresa, la strada di Charlie Parker viene attraversata da una figura ben conosciuta: quella del rabbino Ben Epstein, che assieme a Jimmy Gallagher rivelerà finalmente all'investigatore quasi tutto ciò che ha bisogno di sapere. Si ricompone così una strana storia in cui vengono chiarite molte cose del passato, non ultimo il vero motivo per cui William Parker aveva ucciso due adolescenti indifesi. O meglio: quelli che apparivano come adolescenti indifesi, ma che con ogni probabilità erano demoni in forma umana, la cui presenza a Pearl River significava guai per la famiglia Parker in generale, e per l'allora giovane Charlie in particolare. 
 Gli "Amanti" infatti - così detti a causa del forte legame che manifestano attraverso il tempo - sembrano soprattutto interessati alla soppressione di Charlie Parker: ora sono tornati, e il pericolo del passato si fa di nuovo attuale. 
 Charlie capisce che non potrà evitarli per sempre e che gli sarà al massimo consentito di scegliere il terreno di scontro: sceglie dunque la vecchia casa di Hobart Street a Brooklyn, quella in cui sono morte Susan e Jennifer, e che è ormai disabitata da parecchi anni. 
 Lì, con l'aiuto di tutti i suoi amici umani e soprannaturali (poliziotti, il rabbino e i suoi, Louis ed Angel, ma anche i fantasmi di Susan e di Jennifer) Charlie Parker riesce ad avere la meglio sugli avversari che vengono neutralizzati, questa volta in maniera definitiva. 
 Resta il problema del loro mandante, una Entità indefinita che per ora - con un ironico gioco di parole tra il latino e l'inglese sui termini che significano "buono" e "benevolo" - viene soprannominato Mr. Goodkind. 
 L'epilogo della vicenda lascia intuire che qualcuno (lo stesso Ben Epstein ed altre forze rappresentate dalla cosiddetta Quinta Sezione) intende usare Charlie Parker come futura esca per stanare il Nemico. Per il momento però l'investigatore è libero di tornare alla relativa tranquillità della sua vita di sempre.

### Particolarità narrativa
Per la natura stessa della storia che illustra, il romanzo presenta numerosissimi agganci con i precedenti volumi della saga. Come è sua abitudine, l'autore rievoca fatti e personaggi in modo da favorire la comprensione senza danneggiare le sorprese, per cui il romanzo può essere affrontato anche singolarmente. Tuttavia un lettore a conoscenza delle vicende precedenti e dei punti di riferimento ne risulterà indubbiamente molto agevolato.

## Personaggi
- Charlie Parker - È ormai ultraquarantenne, ma con il passare del tempo la sua vita non diventa più facile: pensava di essersi lasciato per sempre alle spalle i fantasmi di Susan e di Jennifer, ma ciò non è esatto; la sua storia con Rachel pare davvero finita, però lui ne è ancora innamorato. Soffre per la lontananza dalla figlia Samatha e cerca di dare un senso alle sue giornate: ecco perché, approfittando dell'impossibilità di lavorare come investigatote e di aiutare gli altri, decide di concentrarsi su sé stesso e di far luce sul proprio passato.
 In questo romanzo, dove la ricerca dell'identità personale e famigliare da parte del protagonista è un nodo centrale, il personaggio non viene qualificato neppure una volta con il soprannome di "Bird".

- William Parker - Era il padre di Charlie, poliziotto a New York nel famigerato Nono Distretto durante gli anni sessanta e Settanta. Si è suicidato quando Charlie era ancora un adolescente, perché fuori servizio aveva ucciso due ragazzi disarmati: inspiegabile episodio all'epoca insabbiato, ma per molti ugualmente foriero di gravi conseguenze.
- Elaine Parker - Era la madre di Charlie, morta di cancro nel periodo in cui il figlio frequentava l'Università. Dopo il suicidio del marito era fuggita da New York per tornare nella vecchia casa di famiglia a Scarborough, nel Maine.
- Ben Epstein - L'anziano rabbino già comparso nei precedenti romanzi Gente che uccide (The Killing Kind) e Palude (The White Road), non è più legato all'Oresantz Center di New York, ove svolgeva un'intensa attività religiosa e di insegnamento: le sue idee poco ortodosse ne hanno causato l'allontanamento. 
 In questo romanzo Charlie Parker scopre che l'inizio dei rapporti tra Ben Epstein e la famiglia Parker risalgono indietro nel tempo, più di quanto si potesse sospettare.
- Ross - Agente speciale dell'FBI, in seguito vicedirettore dell'ufficio newyorkese della stessa FBI. I suoi rapporti con Charlie Parker, inizialmente pessimi poi decisamente migliori, risalgono al periodo successivo all'omicidio di Susan e di Jennifer. Qui l'agente Ross è diventato anche responsabile della cosiddetta Quinta Sezione, un ufficio che in origine si era occupato di tutte le indagini aventi a che fare con il Viaggiatore, ma che in seguito ha iniziato ad occuparsi di tutto ciò che direttamente o indirettamente riguarda Charlie Parker.
- Walter Cole - È l'ex poliziotto, collega di Charlie Parker a New York sino al 1996. Più anziano di lui di circa vent'anni, è già in pensione; tuttavia è ancora una preziosa fonte di informazioni e un buon amico sul cui aiuto si può sempre contare.
- Jimmy Gallagher - Era il miglior amico e il collega di William Parker quando entrambi lavoravano come poliziotti per il Nono Distretto. È un uomo onesto e all'antica, ormai anziano e gravato da numerosi segreti personali e non: è lui che rivela a Charlie Parker i fatti più importanti accaduti al padre nel passato.
- Eddie Grace - Ormai anziano, sta morendo di cancro affidato alle cure della figlia Amanda, vecchia amica di Charlie Parker. Da giovane anche lui era un poliziotto del Nono Distretto: amico e collega tanto di William Parker quanto di Jimmy Gallagher, si era poi allontanato da entrambi per motivi non del tutto chiari.
- Michael "Mickey" Wallace - Ex giornalista di cronaca nera e scrittore di libri in cui l'aspetto sensazionale tende a prevalere sulla realtà dei fatti, si propone di scrivere e pubblicare l'intera storia riguardante il vecchio omicidio di Susan e Jennifer Parker. Poiché non ottiene la collaborazione di Charlie Parker né di alcuno dei suoi amici, agisce di propria iniziativa e si mette nei guai.
- Caroline Carr - È la giovane donna perseguitata dagli Amanti negli anni sessanta. Era stata aiutata da William Parker, il quale però non era riuscito ad evitarne la morte.
- Aimee Price - Tenace avvocato e donna sensibile, sta aiutando Charlie Parker nella battaglia legale contro la Polizia di Stato che gli ha revocato licenza e porto d'armi.
 Il personaggio compariva già nel precedente romanzo Anime morte (The Unquiet) dove era l'avvocato del giovane e problematico Andy Kellog.
- Il Collezionista - Il suo vero nome è Kushiel, ma il soprannome gli deriva dall'abitudine di collezionare oggetti appartenuti alle sue vittime; si crede un giustiziere e un boia, ai danni di quanti, per malvagità, hanno perduto le loro anime. 
 Il personaggio è già comparso nel precedente romanzo Anime morte (The Unquiet): la sua presenza è uno degli elementi che maggiormente ribadiscono e dimostrano la volontà, da parte dell'autore, di sviluppare un preciso "disegno" interno, comune a tutti i romanzi del ciclo.

## Cronologia
La narrazione rievoca molti fatti avvenuti nel corso del tempo, dagli anni sessanta ai primi anni ottanta, tuttavia l'azione principale si svolge nel febbraio successivo agli avvenimenti raccontati nel precedente romanzo The Reapers: l'anno dovrebbe dunque essere il 2006 o più probabilmente, secondo la cronologia maggiormente avanzata, il 2007. 
 Sembrerebbero confermare quest'ultima ipotesi alcuni dati contenuti nella narrazione stessa: Charlie Parker è nato nel 1966 e la vicenda si svolge venticinque anni dopo l'epoca in cui lui era sedicenne (1982);sono passati dieci anni dall'omicidio di Susan e di Jennifer, avvenuto alla fine del 1996; inoltre il fatto più aggiornato che viene menzionato all'interno del romanzo - fatto menzionato come se non fosse particolarmente recente ma nemmeno troppo lontano - è una multa presa da uno dei personaggi nel corso del 2006. 
 Un dato contrastante è invece l'età della piccola Samantha, che qui risulta avere due anni: in base ad accenni contenuti nei precedenti romanzi, in teoria la bambina dovrebbe essere più grande.

## Edizioni

### Edizione originale
- John Connolly, The Lovers, Atria Books, New York, 2009

### Edizioni italiane
- John Connolly, Gli amanti, traduzione di Paola Bertante, Rizzoli, 2010, pp. 409 - ISBN 88-17-03762-1

### Altre edizioni
- John Connolly, The Lovers, Hodder & Stoughton, London, 2009
- John Connolly, The Lovers: A Charlie Parker Thriller (Charlie Parker Thrillers), Atria Paperbeck, New York, 2010
- John Connolly, The Lovers. Charlie Parker Series # 8, Barnes & Nobles, New York, 2010

### Edizioni audio
- John Connolly, The Lovers: A Thriller (Charlie Parker). Formato: CD. Versione: ridotta. Lingua: inglese; lettore: Jay O. Sanders. Simon & Schuster, 2009.

### Edizioni multimediali
- John Connolly, The Lovers. Charlie Parker Series # 8. Formato: e-book scaricabile via Wi-Fi e 3G, pp. 352, Barnes & Nobles, 2009
- John Connolly, The Lovers. Formato: Kindle Edition. Atria, New York, 2009